# Sociedad Bernoulli de Estadística Matemática y Probabilidad
La Sociedad Bernoulli es una asociación profesional que tiene como objetivo promover el progreso de la probabilidad y la estadística matemática, fundada como parte del Instituto Internacional de Estadística en 1975. Lleva el nombre de la familia Bernoulli de matemáticos y científicos, cuyos investigadores cubrieron "la mayoría de las áreas del conocimiento científico".
La sociedad pública dos revistas, Bernoulli y Stochastic Processes and its Applications, y un boletín informativo, Bernoulli News. Además, copatrocina varias otras revistas, incluidas Electronic Communications in Probability, Electronic Journal of Probability, Electronic Journal of Statistics, Probability Surveys y Statistics Surveys.

## Presidentes de la Sociedad Bernoulli
Una lista de los presidentes de la sociedad desde su fundación hasta la actualidad.
 
- 1975    David George Kendall
- 1975    David Blackwell
- 1977    Klaus Krickeberg
- 1979    David Cox
- 1981    Pál Révész
- 1983    Elizabeth Scott
- 1985    Chris Heyde
- 1987    Willem van Zwet
- 1989    Albert Shiryaev
- 1991    Peter J. Bickel
- 1993    Ole Barndorff-Nielsen
- 1995    Jozef Teugels
- 1997    Louis Chen
- 1999    David Siegmund
- 2001    Peter G. Hall
- 2003    Donald A. Dawson
- 2005    Peter Jagers
- 2007    Jean Jacod
- 2009    Victor Perez-Abreu
- 2011    Edward C. Waymire
- 2013    Wilfrid Kendall
- 2015    Sara van de Geer
- 2017    Susan Murphy
- 2019    Claudia Klüppelberg
- 2021    Adam Jakubowski
- 2023    Victor Panaretos[5]
- 2025    Nancy Reid[6]